# Горошко, Александр Иванович
Александр Иванович Горошко — советский хозяйственный деятель, Герой Социалистического Труда.

## Биография
Родился в 1934 году в Минске. Член КПСС.
В 1950—1952 гг. — рабочий-ремонтник Казанского пивоваренного завода.
В 1952—1955 гг. — военнослужащий Советской армии.
В 1955—2000 гг. — фрезеровщик Минского приборостроительного завода / Минского производственного объединения приборостроения имени В. И. Ленина Министерства промышленности средств связи СССР.
Указом Президиума Верховного Совета СССР от 7 августа 1986 года присвоено звание Героя Социалистического Труда с вручением ордена Ленина и золотой медали «Серп и Молот».
Живёт в Первомайском районе Минска.

## Награды и звания
- Герой Социалистического Труда (07.08.1986)
- Орден Ленина (29.03.1976, 07.08.1986)
- Орден Октябрьской Революции (10.03.1981)
- Орден Знак Почёта (26.04.1971)